# Fortaleza de Ajty

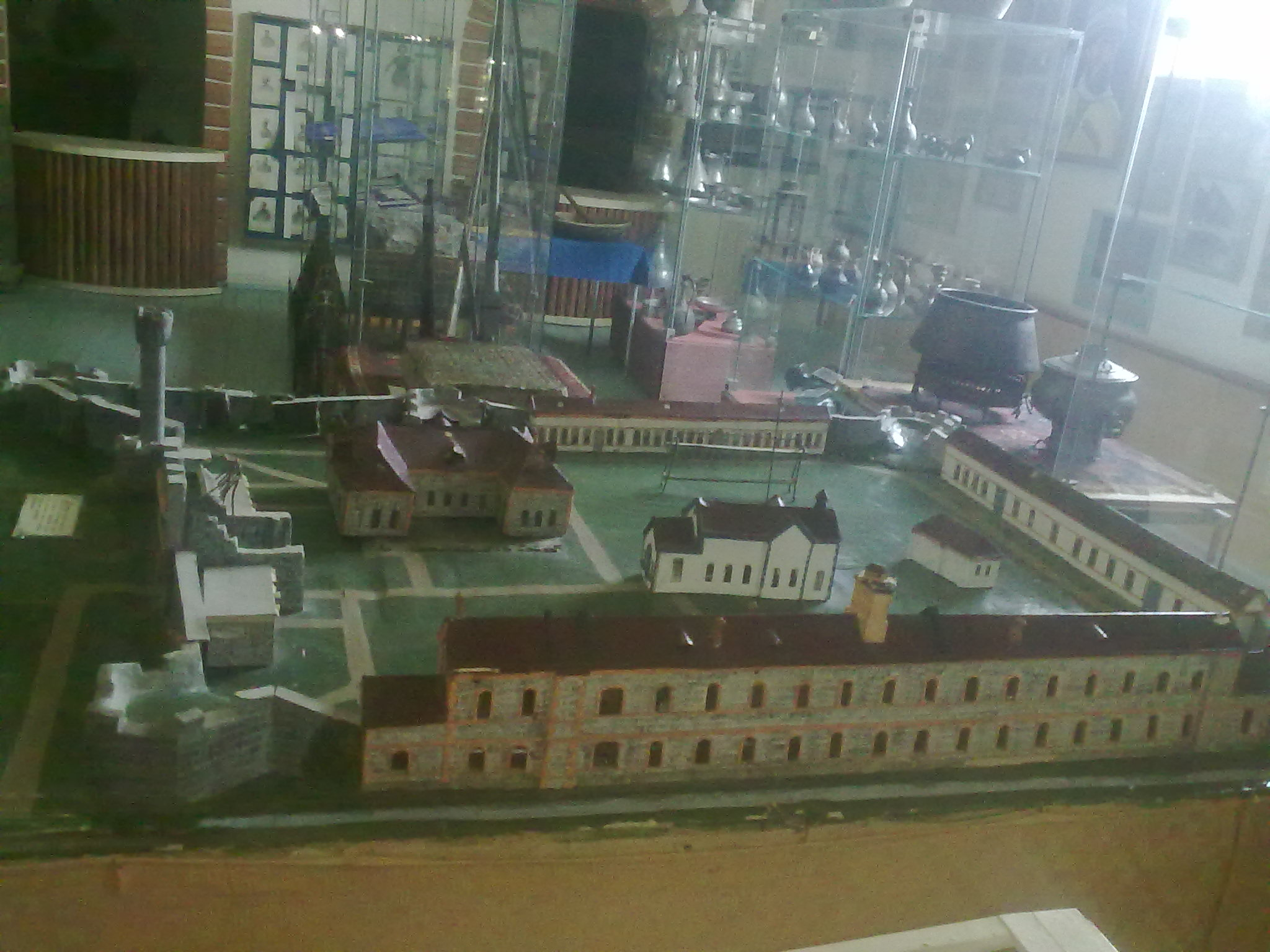
Maquete da fortaleza.

A fortaleza de Ajty (em russo:  Ахты́нская кре́пость, em lezgui: Ахцагьан Къеле), é uma fortaleza construída nos tempos do Império  na atual república do Daguestão, no sudoeste de Rússia. Está situada na localidade montanhosa de Ajty. O general Yevgueni Golovín ordenou sua construção em 1839 no marco da guerra russo-circasiana (1817-1864). Tem a categoria de monumento histórico e arquitetônico da Federação Russa. É a fortaleza mais meridional de Rússia.
A fortaleza é formada por um muro exterior, um quartel militar, uma igreja ortodoxa e um polvorín. Tem forma pentagonal, com baluartes nos cantos. Está rodeada de um fosso e uns muros de 4.57 m de altura e uma espessura de 1.06 m. A fortaleza era defendida por 11 canhões e 6 morteiros. A fortificação era débil desde um ponto de vista estratégico devido a seu isolamento e ao irregular do relevo do local.

## História

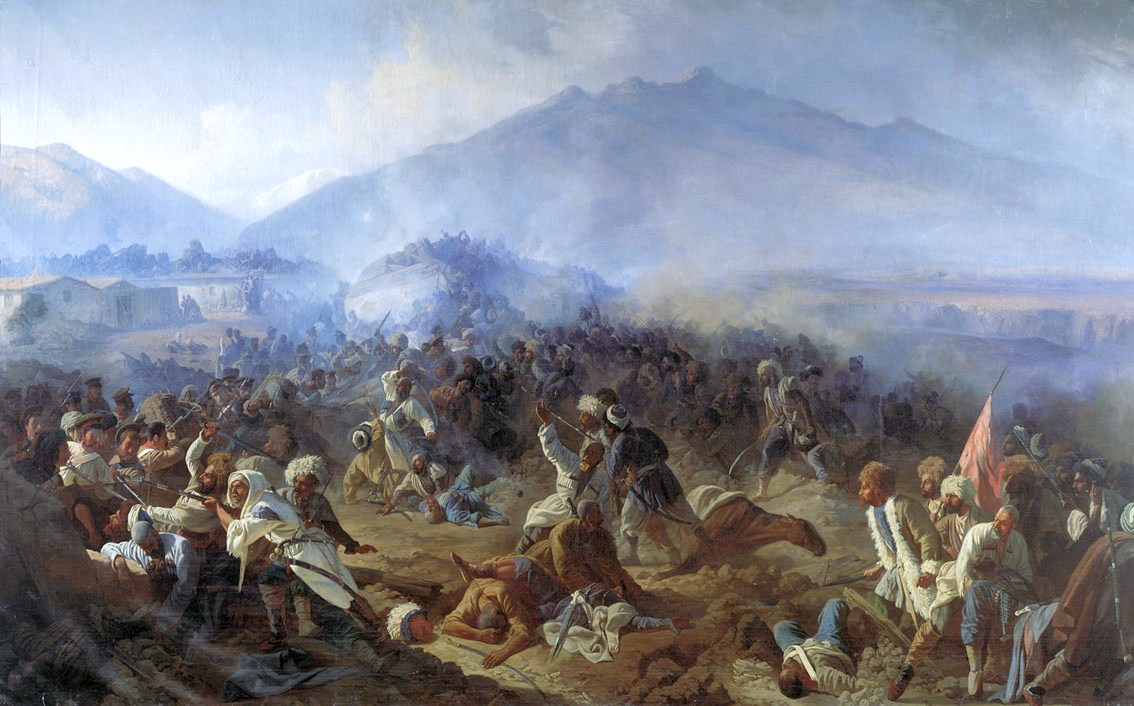
Assalto à fortaleza de Ajty, de Polidor Babáyev (1813-1870).

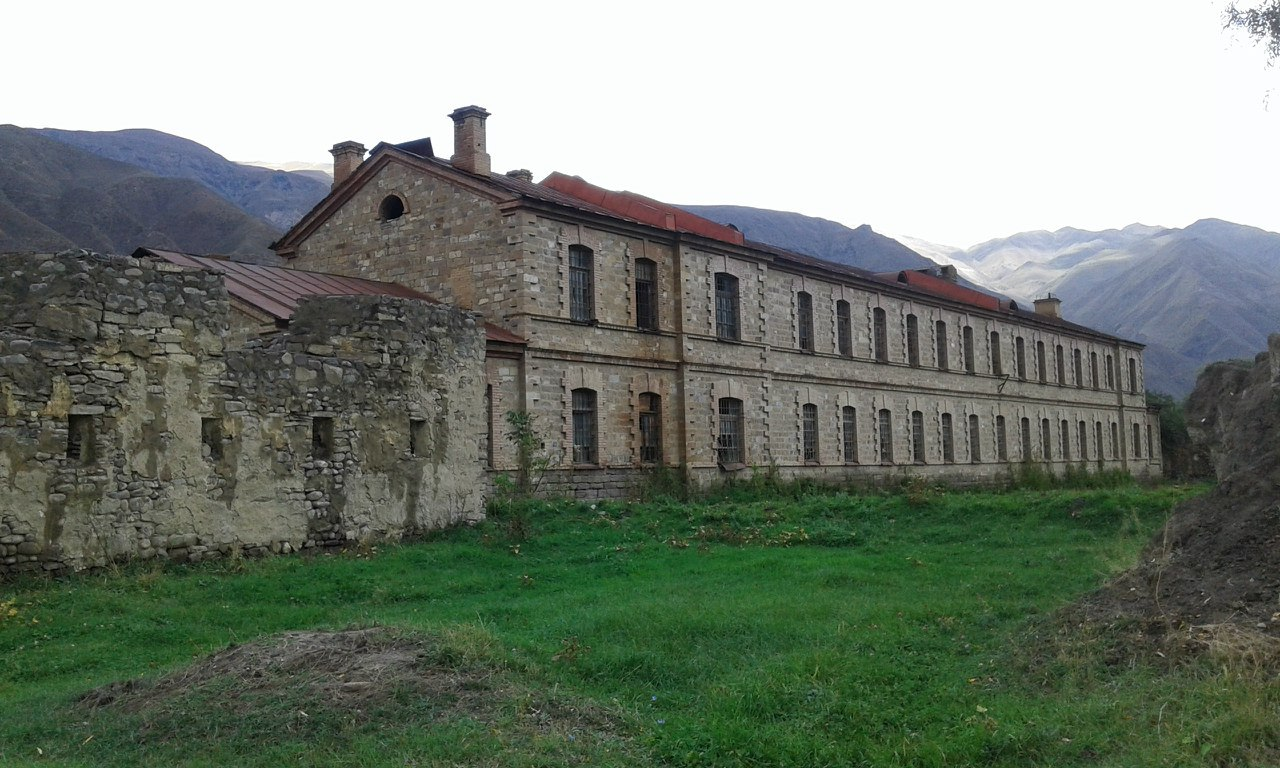
Quartel de soldados

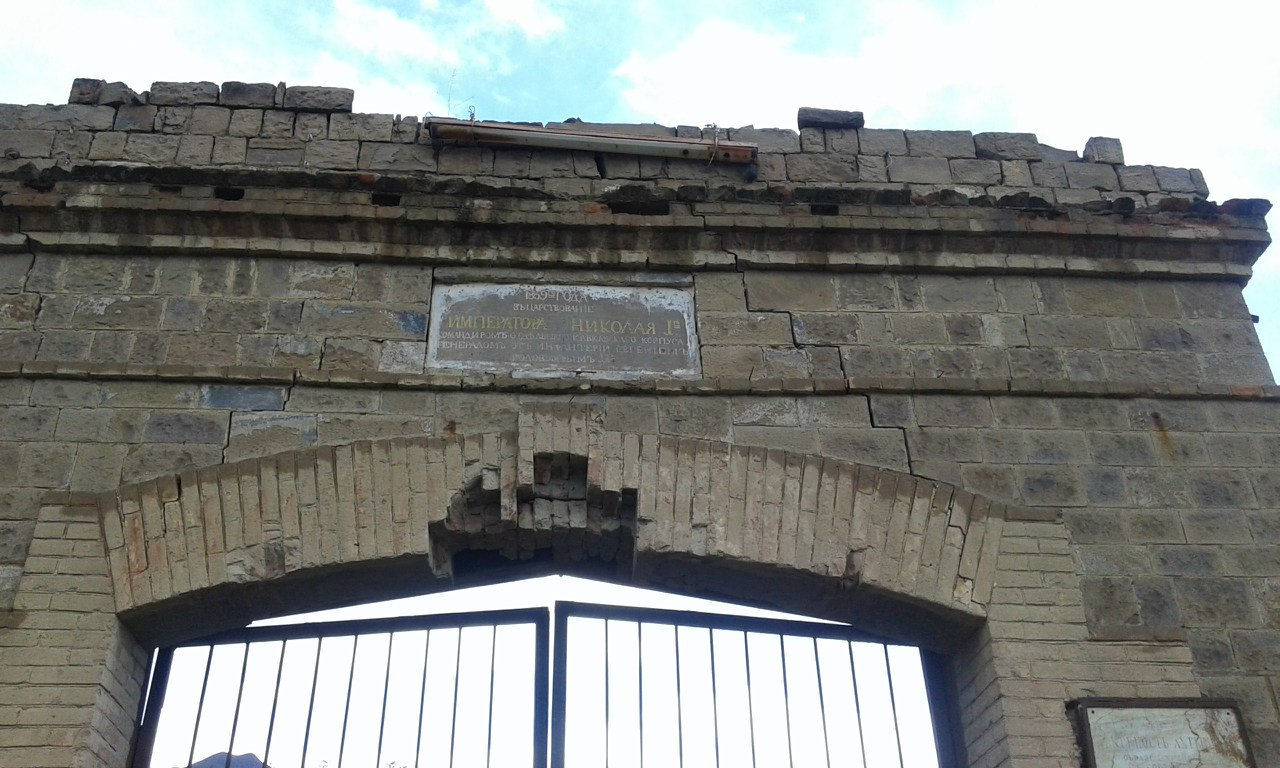
"Em 1839, durante o reinado do imperador Nicolau I, comandante de um corpo caucasiano separado, general de infantaria Yevgeny Golovin"

Em 1839, Yevgueni Aleksándrovich Golovín, comandante do Corpo Independente do Cáucaso, remontou o rio Samur numa tentativa por reprimir as revoltas lezguinas, conquistando as terras destes últimos, que se governavam em vários territórios autônomos com um sistema de concelhos conhecidos como Sociedade Livre de Dokuzpara e Sociedade Livre de Ajtypara, e o beyato Rutul. Para garantir o movimento de tropas e estabilizar a presença russa na região, Golovín optou pela construção desta fortaleza e a criação do ókrug de Samur do Óblast do Caspio, com centro em Ajty. A fortaleza foi construída em 40 dias como base de apoio da administração russa no vale do Samur e residência do governador do ókrug.
Em 1848, foi assaltada pelas tropas do íman Shamil entre 14 e 22 de agosto. A fortaleza resistiu até a chegada dos reforços do cnezo Moiséi Argutinski-Dolgoruki, mirando uma derrota táctica a Shamil e ao muridismo, que tiveram que redobrar à parte alta do vale do Samur e Avaristán.
Depois da Revolução de outubro de 1917, deixou de funcionar como edifício militar. No período soviético, instalou-se uma vinícola e uma produtora de blocos de concreto. A fortaleza foi uma prisão pelos primeiros 20 anos do período soviético e, após a Grande Guerra Patriótica, tornou-se um orfanato.
Na década de 1970, os agricultores coletivos locais estabeleceram a produção de lajes de pavimentação e mecanismos para brinquedos mecânicos no quartel da fortaleza. Mais tarde, foi aberta uma filial da Planta de Defesa Derbent "Eletrosinal", onde 200 pessoas trabalhavam.
Nos anos 90, a produção parou.
Desde ter sido declarada Monumento histórico e arquitetônico da Federação Russa, está fechado ao público e conserva-se em mau estado.